# سگل (سرده)
سگل‌ها یا صبر یا آلوئه سرده‌ای از گیاهان گل‌ده آبدار است که شامل بیش از ۵۰۰ گونه مختلف می‌شود. شناخته‌شده‌ترین گونهٔ این سرده آلوئه ورا (صبر زرد طبی) است که در مصارف پزشکی و داروخانه‌ای مورد استفاده قرار می‌گیرد. گونه‌های دیگری چون آلوئه فروکس نیز برای همین مصارف کشت می‌شوند. زیستگاه طبیعی اعضای این سرده از مناطق گرمسیر آفریقا تا جنوب آن، ماداگاسکار، اردن تا شبه جزیره عربستان است.
بیشتر سگل‌ها دارای خارهایی با سختی‌های متفاوت در کناره برگ‌های آب‌دار خود هستند. گل‌های آن‌ها دارای برگ‌های حلقوی شکل هستند با رنگ‌های گوناگون – از سفید تا زرد تا نارنجی و نزدیک به قرمز – که بر روی یک یا چند ساقه شاخه‌شاخه رشد می‌کنند و تخم‌های حاصل در کپسول‌های خشکی نگهداری می‌شوند. گرده‌افشانی سگل‌ها در محیط زیست طبیعیشان در آفریقا توسط مرغان ناپرنده صورت می‌گیرد. در نتیجه این فرگشت پیوندی، همواره ساقه‌ای محکم برای پرندگان به منظور ایستادن بر آن در هنگام جستن شهد گل‌ها وجود دارد.